# Brian Bloom
Brian Keith Bloom (Long Island, 30 juni 1970) is een Amerikaans acteur. 
Brian is de broer van acteur Scott Bloom. Hij kreeg een prijs voor zijn rol als Dusty Donovan in As the World Turns .

## Filmografie
- 2015: Batman: Arkham Knight (stem)
- 2013: Batman: Arkham Origins (stem)
- 2010: The A-Team (film)
- 2006: Smokin' Aces
- 2005: McBride: Anybody Here Murder Marty?
- 2002: Baseball Wives
- 2001: The Hostage Negotiator
- 2000: Blood Money
- 2000: American Virgin
- 2000: Across the Line
- 1999: Knocking on Death's Door
- 1999: Extramarital
- 1998: The Sender
- 1998: Escape From Atlantis
- 1997: Melanie Darrow
- 1996: The Colony
- 1996: Vampirella
- 1994: Confessions of a Sorority Girl
- 1994: Bandit: Bandit's Silver Angel
- 1994: Bandit: Beauty and the Bandit
- 1994: Bandit: Bandit Goes Country
- 1994: Bandit: Bandit Bandit
- 1993: The Webbers
- 1992: Te Keys
- 1992: Deuce Cope
- 1991: Brotherhood of the Gun
- 1990: Voyage of Terror: The Achille Lauro Affair
- 1989: Desperate for Love
- 1988: Dance 'Til Dawn
- 1988: Crash Course
- 1985: Walls of Glass
- 1985: The Stuff
- 1984: Once Upon a Time in America
- 1984: A Different Twist
- 1983-1988: As the World Turns

- Bibliothèque nationale de France: cb14156758m (data)
- Gemeinsame Normdatei: 143343831
- International Standard Name Identifier: 0000 0001 1473 5970
- Library of Congress Control Number: no2010201289
- Nationale Bibliotheek van Tsjechië: xx0097558
- Système universitaire de documentation: 157863719
- Virtual International Authority File: 61755453
- WorldCat: E39PBJrckpMPQqKCtrbtmMxhpP